# 騎士橋站
騎士橋站（英語：Knightsbridge tube station）位於英國倫敦肯辛頓-切爾西區，是倫敦地鐵皮卡迪利線的車站。所在地算是個繁華且前衛的商圈，且與遠近馳名的哈洛德百貨及夏菲尼高百貨均十分接近，自通車至今仍人潮眾多。

## 概述

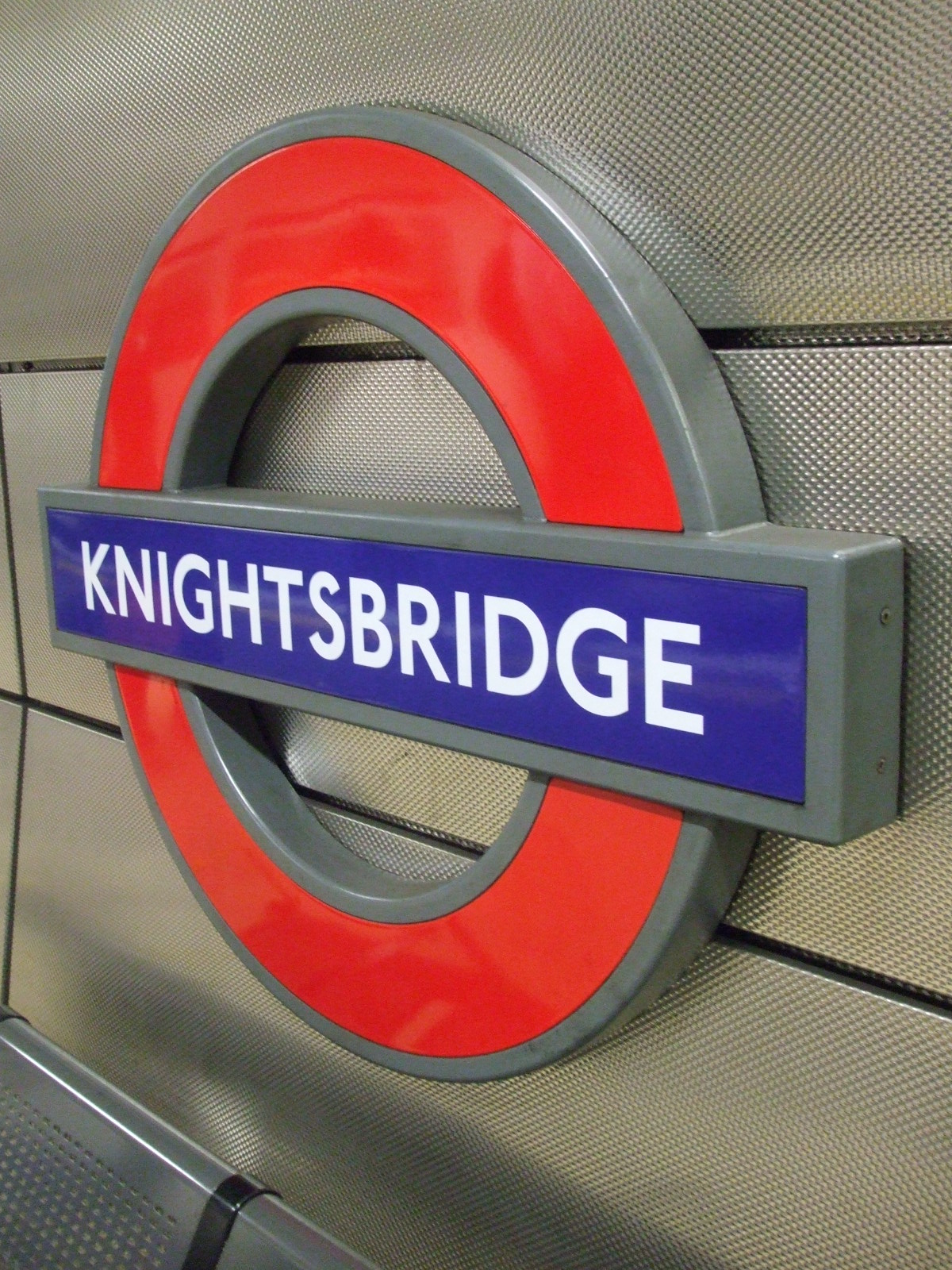
騎士橋站內的地鐵標誌及站名

本站於1906年12月15日啟用，作大北方及皮卡迪利布朗普頓鐵路（今皮卡迪利線）的車站，月台設有四組手扶梯、一座緊急逃生梯通往轉換夾層，地面車站大樓設於布朗普頓路上，距騎士橋路及史隆恩街口略西處，另一個入口設在巴索街。
到了1930年代早期，英國政府著手振興當時低迷的經濟，使得地鐵公司得以推動一連串的設備更新計畫，許多倫敦鬧區的車站在此時得以用新式手扶梯以取代舊的昇降機，騎士橋站乃其中受益斐淺的地鐵站之一。當時為了使手扶梯能直達月台，又能免於過多的重建及對地鐵運作的影響，而增設了位在騎士橋路、布朗普頓路及史隆恩街交會口地下的新售票大廳及更多的通道，同時也在布朗普頓路及史隆恩街口原有的車站大樓另闢新出口，並關閉舊出口。此外由於人潮擁擠之故，又在哈洛德百貨附近增設一座通往月台西端的入口，也為了站體西側的手扶梯增設新的售票廳。然而這個問題直到2004年才以拓寬入口的方式解決。
值得一提的是，騎士橋站與南肯辛頓站間的路軌有個明顯的彎道，以避開一座黑死病罹難者的萬人塚。